# Ventoy
Ventoy es un utilitario libre y de código abierto que se utiliza para escribir archivos de imagen como .iso, .wim, .img, .vhd(x) y .efi en medios de almacenamiento para crear unidades flash USB de arranque. Una vez instalado Ventoy en una unidad USB, no es necesario volver a formatear el disco para actualizarlo con los nuevos archivos de instalación; basta con copiar los archivos a la unidad USB y arrancar desde ellos directamente. Ventoy presentará al usuario un menú de arranque para seleccionar uno de estos archivos.

## Características
Ventoy se puede instalar en una unidad USB, disco local, SSD, NVMe o tarjeta de memoria SD y arrancar directamente desde el archivo .iso, .wim, .img, .vhd(x) o .efi seleccionado. Ventoy no extrae los archivos de imagen a la unidad USB, sino que los usa directamente. Es posible colocar varias imágenes ISO en un solo dispositivo y seleccionar la imagen para arrancar desde el menú que se muestra justo después de que se inicia Ventoy.
Se admiten los estilos de partición MBR y GPT, BIOS heredada x86 y varios métodos de arranque UEFI (incluida la persistencia). Se pueden utilizar archivos ISO de más de 4 GB. Ventoy admite varios archivos ISO de arranque e instalación de sistemas operativos, incluyendo Windows 7 y posteriores, Debian, Ubuntu, CentOS, RHEL, Deepin, Fedora y más de un centenar de otras distribuciones Linux, varias versiones de UNIX, VMware, Citrix XenServer, etc.